# Raffaele Arecco
Raffaele Arecco (Celle Ligure, 7 settembre 1916 – Celle Ligure, 28 settembre 1998) è stato un pittore e incisore italiano, conosciuto principalmente per le sue opere "Uomo nello Spazio", è stato definito da alcuni critici d'arte come un Paul Klee "più maturato e più in classico".

## Biografia
Raffaele Arecco nacque a Celle Ligure il 7 settembre 1916 da Antonio, ebanista e da Caterina Arecco.
Precocemente dedito al disegno, venne affidato dal padre al professor Giorgio Aicardi di Genova il quale, dopo aver osservato alcuni dei suoi lavori affermò: “A questo ragazzo non ho nulla da insegnare”. Dopo il servizio militare Arecco proseguì la sua formazione da autodidatta sperimentando nuovi contenuti e nuove forme tecniche ed esponendo occasionalmente nel borgo natio. Tra i suoi soggetti più famosi: i pescatori intenti a dividersi il pesce che luccica tra le reti, e le raccoglitrici di olive.
Verso la fine degli anni ’30 un incontro importante segnerà la vita artistica di Arecco; quello con Enrica Spotorno nota gallerista, proprietaria della Galleria Spotorno in Via della Moscova di Milano.
Sono gli anni ’40, periodo in cui l’artista prese sempre maggior distanza dal figurativo ed ecco che apparirono titoli inquietanti per opere visionarie, disincantate e profetiche.
Con lo scoppio della seconda guerra mondiale fu arruolato nel regio esercito. Dopo aver visto gli orrori della guerra tornò nuovamente in Liguria.
Nel 1952 partecipò con successo alla VI Quadriennale di Arte sacra a Roma. L’anno successivo la prestigiosa Galleria Bergamini di Milano organizzò una personale dove l’opera di Arecco fu apprezzata da importanti esponenti del mondo dell’arte.
Davanti alla necessità di trasferirsi nel capoluogo lombardo per ottenere maggiore visibilità egli però decise di non lasciare la città natale, dove continuerà a svolgere i suoi lavori.
Morì nella sua città natale nel 1998 a seguito di una dolorosa malattia. Fu molto apprezzato da alcuni storici dell'arte che lo definirono come un "Paul Klee" più maturato e più classico.

## Opere (parziale)
- "L'uomo nello spazio", 1940, collezione privata, Milano;
- "I pescatori intenti a dividersi il pesce che luccica tra le reti", 1930, collezione privata, Celle Ligure;
- "Raccoglitrici di olive", 1932, collezione privata Spotorno, Milano;
- "La tessitrice di reti", 1935, collezione privata;
- "Uomo al Caffè", 1940, collezione privata.